# Carex pycnostachys
Carex pycnostachys là một loài thực vật có hoa trong họ Cói. Loài này được Kar. & Kir. mô tả khoa học đầu tiên năm 1842.